# Ушаков, Павел Петрович
Павел Петрович Ушаков (1759—1840) — русский военный деятель, генерал-адъютант (1825), генерал-лейтенант (1826).

## Биография
Полковник, участник Отечественной Войны 1812 года. В 1816 году произведён в генерал-майоры, 26 ноября «за храбрость» был награждён орденом Святого Георгия 4-й степени за № 3166.
Состоял «кавалером при воспитании» великих князей Николая Павловича и Михаила Павловича.
В день восстания на Сенатской площади 14 декабря 1825 года произведён в генерал-адъютанты. В 1826 году произведён в генерал-лейтенанты. С 1827 по 1833 год — первое лицо (главный воспитатель) при великом князе Александре Николаевиче.
Был награждён всеми орденами вплоть до ордена Святого Александра Невского с бриллиантовыми знаками, пожалованными ему 22 апреля 1834 года
Умер 11 марта 1840 года и был похоронен в Казанской церкви Царского Села. По словам барона М. Корфа, Ушаков «испустил дух почти на руках Государя или, по крайней мере, при нем и, Государь почтил слезами память старого своего воспитателя. Он был человек добрый, скромный, тихий, но по качествам ума совершенно отрицательный».

## Семья
Жена (с 31 августа 1789 года) — Прасковья Степановна Ушакова (1772—1810), дочь генерал-поручика Степана Фёдоровича Ушакова и сестра графини Софьи Разумовской. Венчались в церкви Владимирской Пресвятой Богородицы, что в Придворных слобода, поручителем по жениху были князь И. В. Несвицкий и Н. Бутурлин, по невесте — Н. В. Леонтьев и граф П. К. Разумовский. Похоронена рядом с мужем. Дети:
- Алексей Павлович (1795—1882), капитан лейб-гвардии Егерского полка, адъютант великого князя Михаила Павловича, шталмейстер двора (1862).
- Варвара Павловна (1797—05.02.1862), выпускница Смольного института (1815), фрейлина двора (13.07.1817), адресат павловских посланий В. А. Жуковского; замужем (с 11.11.1825) за корнетом конной гвардии и членом Южного общества Фёдором Васильевичем Барыковым (1799— ?). Венчание было в Петербурге в церкви Александра Невского в Аничковском дворце. По рассказам Ф. Ф. Вадковского, «девица Ушакова мыслила хорошо, и это была единственная причина, которая заставила Барыкова жениться на ней». Позже состояла наставницей при княжне Марии Максимилиановне Лейхтенбергской. Похоронена на Казанском кладбище Царского Села.
- Николай Павлович
- Валерьян Павлович (1801—после 1868), воспитывался в Пажеском корпусе, служил в лейб-гвардии Егерском полку, полковник (1838). На гражданской службе коллежский советник (21.03.1843), статский советник (22.03.1849), действительный статский советник (26.08.1856); курский губернский почтмейстер.
- Мария Павловна (21.08.1802—07.12.1858), выпускница Смольного института (1821), фрейлина двора (1823), замужем (30.01.1832) за Фёдором Филипповичем Юрьевым (1796—1860). Венчались в Петербурге в церкви Св. Архистратига Михаила в Михайловском дворце. Похоронена в Казанской церкви Царского Села.
- Екатерина Павловна (1803—01.04.1804), умерла от коликов, похоронена на Смоленском кладбище[8].
- Аркадий Павлович (01.07.1805— ?), крещен в Симеоновской церкви на Моховой, крестник сестры Варвары и брата Николая[9].
- Евгений Петрович (03.10.1806— ?), крещен в Симеоновской церкви на Моховой, крестник сестры Марии и брата Алексея[10].